# Mnichów (województwo świętokrzyskie)

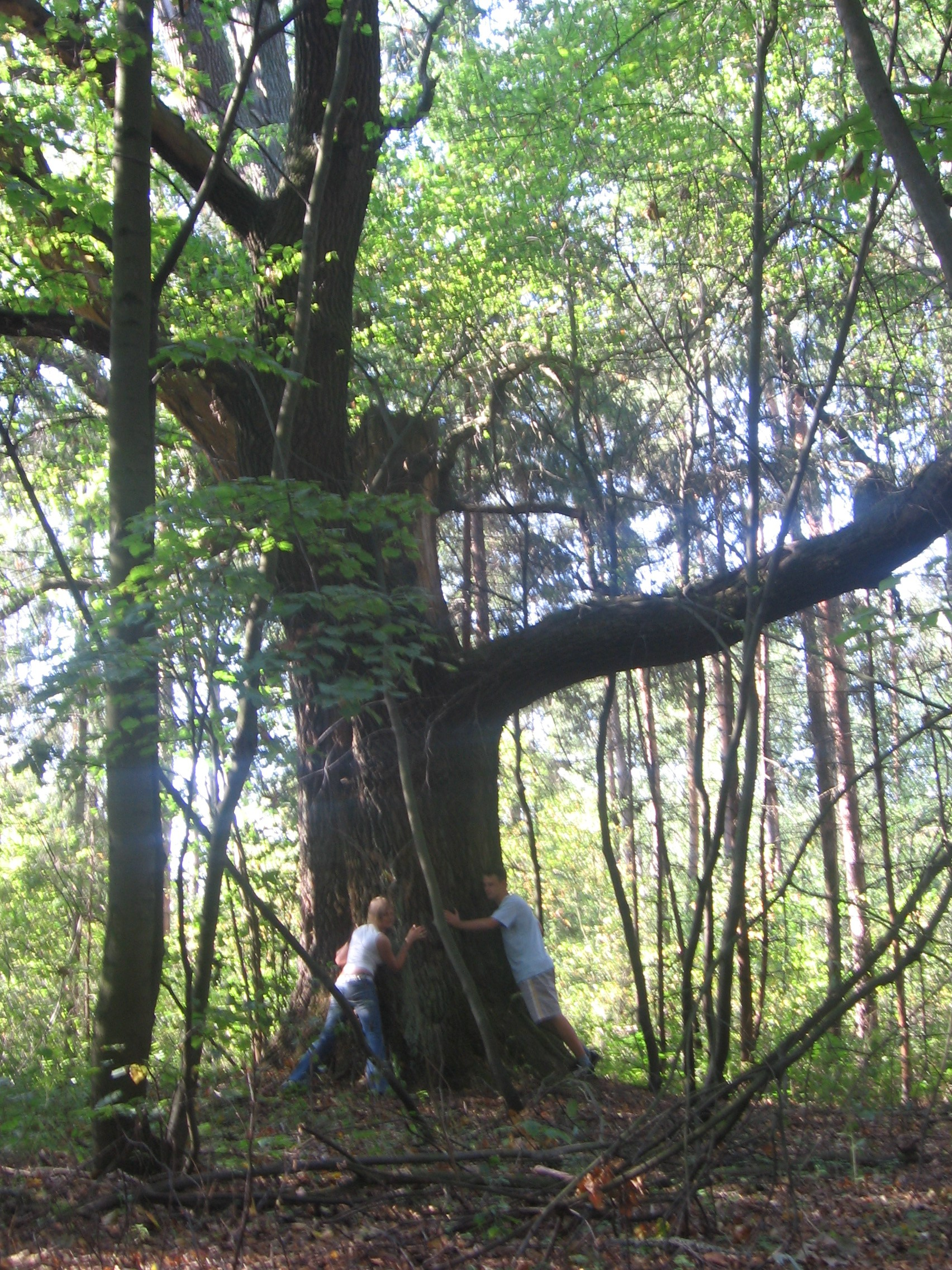
Dąb „Mnich”

Mnichów – wieś w Polsce, położona w województwie świętokrzyskim, w powiecie jędrzejowskim, w gminie Jędrzejów. Leży na trasie Kraków – Warszawa (droga krajowa nr 7).
W latach 1975–1998 miejscowość administracyjnie należała do województwa kieleckiego.
Mnichów nie jest typową wsią o strukturze zatrudnienia w rolnictwie. Wiele ludzi znajduje zatrudnienie w pobliskich miastach (Jędrzejów, Kielce), a także w samym Mnichowie, w którym funkcjonuje kilka zakładów pracy w tym największy: Dom Pomocy Społecznej dla dzieci i kobiet niepełnosprawnych. Zatrudnienie znajduje tam ok. 100 osób.
W Mnichowie w okresie wakacji odbywają się festyny. W roku 2006 Mnichów był gospodarzem dożynek gminy Jędrzejów.

## Integralne części wsi
| SIMC    | Nazwa      | Rodzaj     |
| ------- | ---------- | ---------- |
| 0240490 | Podlesie   | przysiółek |
| 0240483 | Rudki      | przysiółek |
| 0240508 | Stara Wieś | przysiółek |
| 1016428 | Ujazd      | przysiółek |

## Zabytki
- Kościół drewniany pw. św. Szczepana Diakona, wzniesiony prawdopodobnie w latach 1765–1770. Jest to prawdopodobnie jedyny ocalały w Europie kościół drewniany z wystrojem rokokowym. Podając daty powstania kościoła wymienia się rok 1731 i 1754, choć akt fundacji pochodzi dopiero z 13 lutego 1770 r. Za fundatora kościoła uważa się księdza Macieja Łubieńskiego (późniejszy archidiakon krakowski oraz dziekan gnieźnieński), który był właścicielem dóbr ziemskich w Mnichowie w tamtych czasach. Inne źródła podają jako fundatora Stefana Dunin Wąsowicza ze Smogorzowa. Pierwsze zachowane dokumenty to pochodząca z 1819 r. wzmianka o powstaniu cmentarza. Kościół św. Szczepana w Mnichowie jest wykonany z drewna modrzewiowego. Jest zwrócony ścianą ołtarzową w stronę wschodnią i ma plan krzyża łacińskiego. Wewnątrz kościoła znajduje się rokokowy ołtarz wykonany z drewna modrzewiowego. Zachowała się również XVIII-wieczna zasuwa ołtarzowa. W jej górnej części przedstawiona jest Święta Trójca, na dolnej zaś Święci Męczennicy: Maciej oraz patron Kościoła Święty Szczepan. Wyposażenie kościoła rokokowe. Znajduje się tu m.in. kapitel kruchty wykonany w XII wieku, a wykorzystywany obecnie jako kropielnica. Z drzewa lipowego wykonane są: ambona, chrzcielnica, konfesjonał oraz zdobiące barokowy chór figury. Kolumny, które podpierają chór, mają stylizowane głowice korynckie. Organy świątyni ozdobione są rokokowym ornamentem. Pod murami świątyni znajdują się murowane podziemia, w których jeszcze kilkanaście lat temu odbywały się nabożeństwa. Kościół jest wpisany do rejestru zabytków nieruchomych (nr rej.: A-107/1-2 z 2.10.1956 i z 11.02.1967)[6].
- Dzwonnica drewniana ośmiokątna przy kościele św. Szczepana – jej rok powstania określa się na 1758, na co dowodem jest chorągiewka z tą datą, którą dawniej ten budynek był zakończony. W dzwonnicy znajdują się dwa dzwony, które w czasie II wojny światowej były ukryte przed Niemcami. Na dużym dzwonie znajduje się napis: „SOLI DEO GLORIA, ME FELIT CARL GOTFRID ANTONI”, rysunek – symbol Opatrzności Bożej oraz rok 1784. Na mniejszym dzwonie napis jak na pierwszym, rysunek oraz litery M.B. z rokiem 1784. Dzwonnica jest wpisana do rejestru zabytków (nr rej.: A-107/1-2 z 2.10.1956 i z 11.02.1967)[6]
- Park z XVIII w., rozbudowany w II połowie XIX w., wpisany do rejestru zabytków (nr rej.: A-108 z 6.12.1957, z 7.12.1957 i z 18.06.1977)[6].
- Źródła wzmiankują istnienie tu dawniej otoczonego wodą obronnego zameczku. Obecnie nie ma po nim śladu[7].

## Turystyka i rekreacja
- Stadnina koni ze szkółką jeździectwa,
- Dyskoteka (w siedzibie OSP Mnichów)
- Trasy rowerowe po lasach leśnictwa w Mnichowie.
- Specjalne miejsca na ogniska w lesie: „Postój Stanisław”, „Biwak Michał” (ławeczki, miejsce na ognisko, zadaszona część)
- Koło Gospodyń Wiejskich – możliwość zapisania się do zespołu „Mnichowianki”.
- Dąb Mnich – jego wiek szacuje się na ok. 500-700 lat. Jak legenda głosi wyrósł on w miejscu bohaterskiej śmierci założyciela osady Mnichów – mnicha Rotwalda, który zginął w obronie miejscowej niewiasty przed zbójnikami. Obwód pnia na wysokości 1,3 m wynosi 7,1 m natomiast przy ziemi obwód ma długość 10,2 m. Posiadał 5 konarów głównych[8].
- Stawy, znajdujące się w lesie w zachodniej części miejscowości. Swoje siedliska mają tam dzikie kaczki, łabędzie, a także czaple. Na dopływającym do stawów strumyku swoją tamę zbudowały bobry.
- Na obszarze wsi można znaleźć kapliczki przydrożne np. kapliczka przedstawiająca postać Najświętszej Maryi Panny ufundowana przez Bronisława Mikutowicza w 1905 roku.

## Edukacja
W Mnichowie funkcjonuje publiczna szkoła podstawowa.

## Podział administracyjny
Mnichów jest podzielony na kilka osiedli. Największym z nich są Górki. Pozostałe to: Nowa Wieś, Stara Wieś, Zakościele, Podlesie, Przyszosie i Zaogrodzie.

## Postacie związane z Mnichowem
- Ksiądz Jan Śliwakowski – proboszcz parafii Mnichów w latach 1934-1960. W czasie II wojny światowej narażając własne życie ukrywał Żydów w kościele i na plebanii. W 1950 odznaczony srebrnym krzyżem zasługi przez Prezydenta Rzeczypospolitej.
- Józef Kalasanty Wąsowicz z Mnichowa – uczestnik insurekcji kościuszkowskiej
- Wacław Janiszewski (ur. 22 lutego 1940 w Mnichowie) – kompozytor, autor kilkudziesięciu kompozycji i opracowań wydanych przez Polski Związek Chórów i Orkiestr w Warszawie. Zdobywca wielu prestiżowych nagród. Jedną z nich jest I nagroda na Ogólnopolskim Konkursie Kompozytorskim w 1974 roku.
- Wacław Jaskłowski (1877-1937) – prawnik i historyk, osiadły w odziedziczonym po ojcu Mnichowie, przez wiele lat zajmował stanowisko sędziego gminnego i grodzkiego w Jędrzejowie. Wszechstronnie wykształcony, był autorem kilku prac, które do dziś zachowały swoją wartość – m.in. Sprawa dziedziczenia gospodarstw wiejskich w woj. kieleckim, O potrzebie reformy spadkobrania z dziedziny prawa, oraz Wieś Mnichów w powiecie jędrzejowskim, Udział województwa krakowskiego w powstaniu listopadowym i Żarnowiec i jego okolice z dziedziny historii i etnografii.
- Ignacy Humnicki (ur. 5 lutego 1798 w Mnichowie, zm. 15 maja 1864 w Krakowie) – polski dramatopisarz.